# Полиновский, Михаил Васильевич
Михаил Васильевич Полиновский (1785 — ок. 1856) — адъюнкт Казанского университета, писатель. Директор вятских училищ и Вятской гимназии (1835—1846).

## Биография
Родился в 1785 году в селе Шуран Казанской губернии. Происходил из духовного звания.
Поступив в 1794 году в Казанскую духовную академию, он, по окончании курса, был оставлен в ней «учителем информатории и немецкого класса» (1805), затем — грамматики (1806), синтаксиса и среднего класса (1809), высшего немецкого класса (1816) и риторики (1817).
21 июня 1818 года М. В. Полиновский был избран в члены Казанского общества любителей отечественной словесности; 20 ноября того же года он вышел из духовного ведомства и 4 марта 1819 года был назначен учителем высшего латинского класса в Казанской гимназии, где с 10 марта 1820 года по 13 мая 1824 года был секретарём Совета, а с 1 декабря 1823 года — преподавателем русской словесности.
С 26 июня 1819 года стал преподавателем латинского языка в Казанском университете. М. В. Полиновский долго не мог стать его адъюнктом, — сперва вследствие нерасположения к нему Магницкого, затем — ректора Никольского, обвинявшего в его неблагонадёжности. Только 8 июля 1823 года он был утверждён адъюнктом университета по латинской словесности.
В 1824—1825 годах был членом и с 8 октября 1825 года — секретарём Училищного комитета Казанского университета; 6 июня 1831 года он получил орден Святого Владимира 4-й степени за труды во время борьбы с холерой в 1830 году. В 1832—1834 годах вместе с М. С. Рыбушкиным издавал журнал «Заволжский муравей».
С назначением директором училищ Вятской губернии 16 марта 1835 года был уволен из Казанского университета.
В Вятке он организовал литературный кружок, в котором часто бывал А. И. Герцен. Также, в Вятской гимназии с 1835 года он начал заниматься метеорологическими наблюдениями.
Вятскую гимназию во время директорства М. В. Полиновского 19 мая 1837 года посетил великий князь Александр Николаевич (будущий император Александр II) в сопровождении генерал-майора А. А. Кавелина, поэта В. А. Жуковского и географа К. И. Арсеньева. Цесаревич присутствовал на уроках русского языка и геометрии.
Будучи директором училищ и гимназии, М. В. Полиновский многократно получал выражения благодарности «за образцовое ведение дела, порядок и попечительность об вверенных ему заведениях». Уже в 1835 году, за составление отчёта по Казанскому учебному округу за 1834 год, он получил благодарность министра народного просвещения. С 17 апреля 1842 года имел чин статского советника.
В июне 1846 года вышел в отставку и поселился в своей деревне Будаевке близ Чебоксар, где и умер около 1856 года.

## Литературная деятельность
В 1832, 1833 и 1834 годах М. В. Полиновский вместе с адъюнктом Казанского университета M. С. Рыбушкиным, издавал журнал «Заволжский муравей», выходивший два раза в месяц (всего вышло 72 книжки); в котором он помещал и свои произведения.
Он написал «Стихи на кончину Её Превосходительства Е. Ф. Салтыковой, сочинённые учителем Казанской Академии М. Полиновским» (напечатанные в прибавлении к № 46 «Казанских известий» 1814 году) и «Песнь надгробная при отпевании тела Его Высокопреосвященства Павла, Архиепископа Казанского и Симбирского, скончавшегося Генваря 14 дня 1815 года» (Казань, 1815).

## Семья
Был женат на дочери подполковника Елизавете Алексеевне Скрыпиной. Венчание состоялось 6 ноября 1827 года в Покровской церкви г. Чебоксары. За женой в д. Будайке Чебоксарского уезда числилось 54 мужского и 55 женского пола душ крестьян и 434 десятины земли. Их дети:
- Алексей Михайлович Полиновский (09.01.1830—?), выпускник 2-й Казанской гимназии 1848 г.; был товарищем Председателя Казанского окружного суда.
- Александр (22.08.1831—?), статский советник
- Фаина (Фёкла; 20.07.1837—?)
- Евдокия (02.08.1838—?)
- Мария (01.02.1841—?)
- Юлия (25.07.1842—?)

Род был внесён в З-ю часть дворянской родословной книги Казанской губернии по определению Казанского дворянского депутатского собрания от 7 августа 1824 года и утвержден указом Герольдии от 20 октября 1844 года.